# Karl Georg von Raumer (geolog)
Karl Georg Ludwig von Raumer, född 9 april 1783 i Wörlitz, död 2 juni 1865 i Erlangen, var en tysk geolog och geograf. Han var bror till Friedrich Ludwig Georg von Raumer och far till Rudolf Heinrich Georg von Raumer.
Raumer blev 1811 bergsråd i Breslau och professor i mineralogi vid därvarande universitet, erhöll 1819 samma befattningar i Halle an der Saale, tog 1823 avsked, men kallades 1827 till professor i allmän naturalhistoria och mineralogi vid universitetet i Erlangen. 
Han utgav några mineralogiska och geognostiska skrifter, men blev mest bekant genom sina geografiska arbeten Lehrbuch der allgemeinen Geographie (1832; tredje upplagan 1848) och Palästina (1835; fjärde upplagan 1860) samt genom sin mycket uppskattade Geschichte der Pädagogik (1843-51, sjunde upplagan 1902).